# Café de Veracruz
Café de Veracruz est une appellation d'origine protégée (AOC) qui réglemente et protège le café (Coffea arabica) produit dans l'État de Veracruz, dans l'est du Mexique. Les variétés de café Bourbon, Caturra, Garnica, Mundo Novo et Typica prédominent. Il s'agit un café à l'acidité élevée, à la saveur épicée et corsée, et à l'arôme intense.
Le café est arrivé dans cette région au cours du XVIIIe siècle, période de la plus grande splendeur du port de Veracruz ; par ce port, une grande quantité de produits apportés de l'Ancien Monde arrivait en Nouvelle-Espagne, parmi lesquels le café. La fertilité des sols volcaniques, Le climat tropical montagneux et l'abondance des ressources en eau ont rendu les terres de Veracruz idéales pour l'implantation de vastes plantations de café. Aujourd'hui, le café est fortement lié à l'identité culturelle de Veracruz et à sa tradition gastronomique.
Le café de Veracruz fait partie des 16 appellations d'origine mexicaines depuis le 19 mai 2000 et c'est le Consejo Regulador del Café Veracruz A.C. qui est la principale institution chargée de son contrôle et de sa gestion. Avec le café du Chiapas, ce sont les deux seules dénominations pour le café dans toute la république. Il couvre une extension de ~145 000 ha de plantations de café dans un total de 82 municipalités, à des altitudes allant de 600 à 1 400 mètres.